# Pedro Gordillo (gobernador)
Pedro Antonio Gordillo (La Rioja; 1821 – Buenos Aires; 1915) fue un hacendado y político argentino, gobernador de la Provincia de La Rioja durante el período 1871-74.

## Familia
Su padre fue don Pedro Antonio Timoteo Gordillo y Castro, poderoso terrateniente, propietario de la estancia Santa Rita, origen de la actual ciudad de Chilecito. Fue fusilado el 17 de julio de 1829 por Facundo Quiroga durante las guerras civiles. Su madre fue doña Patricia Damiana Ortiz de Ocampo y Villafañe, hermana de don Francisco Ortiz de Ocampo, primer general del ejército formado por la Primera Junta de 1810. Pedro Antonio fue hermano de Timoteo Gordillo, empresario de correos y mensajerías, creador del trazado actual de las principales carreteras de la República Argentina.

## Gobierno
Tomó posesión de su cargo el 24 de junio de María de la Paz Rufino de manos de su antecesor, José Benjamín de la Vega. Como miembro del Partido Autonomista Nacional, gobernó durante la presidencia de Domingo Faustino Sarmiento, durante un período de montoneras y revueltas.
Uno de los enfrentamientos más importantes sucedió en enero de 1873, cuando estalló una rebelión comandada por el coronel José Olegario Gordillo, primo segundo del gobernador y rival del mitrismo, en la que participó el Partido Nacional en un ataque al cabildo. El otro ocurrió en el llamado Combate del Chañar, el 6 de marzo del mismo año. El gobernador Gordillo fue a buscar personalmente al coronel en su campamento del Chañar, donde hubo muertos y heridos. Ante la dura situación que perturbaba la estabilidad política en la provincia, el gobierno nacional envió al general Ivanowski para que restituyera el orden. Finalmente los sublevados depusieron sus armas al gobernador. Hacia febrero de 1874 volvió a ausentarse de la capital para poner fin a una serie de sediciones que se desataron en la región de los Llanos riojanos.
Entre tanto, al derrotarse las revueltas, luego de la renuncia de Adolfo Alsina a la candidatura presidencial, autonomistas y nacionalistas se unieron en la postulación de Nicolás Avellaneda como Presidente de la República Argentina.
Hacia 1872 Gordillo firma el contrato con la empresa británica Crawfford para la construcción de un cablecarril hacia la Mina La Mejicana, ubicada en el Cerro Famatina. Comisiona al agrimensor Juan Carponi, formado en París y urbanista de la ciudad de La Plata, para la fundación de una localidad al este de las Sierras de los Llanos y el antiguo Camino Real, que se convertiría en Chamical. Su proyecto consistía en erigir a la localidad en las vías del ferrocarril, uniendo, de esta manera, La Rioja y Chilecito con la ciudad de Córdoba. Chamical serviría así como pueblo de aprovisionamiento intermedio, evitando leguas de transporte a los viajeros. Recién el 18 de julio de 1890 el entonces gobernador Joaquín V. González aprueba los trabajos realizados y se comienzan a distribuir lotes para la población de la localidad. 
Pasa el mando el 24 de junio de 1874 a su sucesor, Rubén Ocampo.
En 1920 el departamento Chamical adquiere en su honor el nombre de Gobernador Gordillo, denominación que perduraría hasta 1987.